# Косэки
Косэки (яп. 戸籍, こせき, «подворный реестр») — официальные книги семейного реестра в Японии, созданные с целью контроля власти за динамикой населения страны.

## История

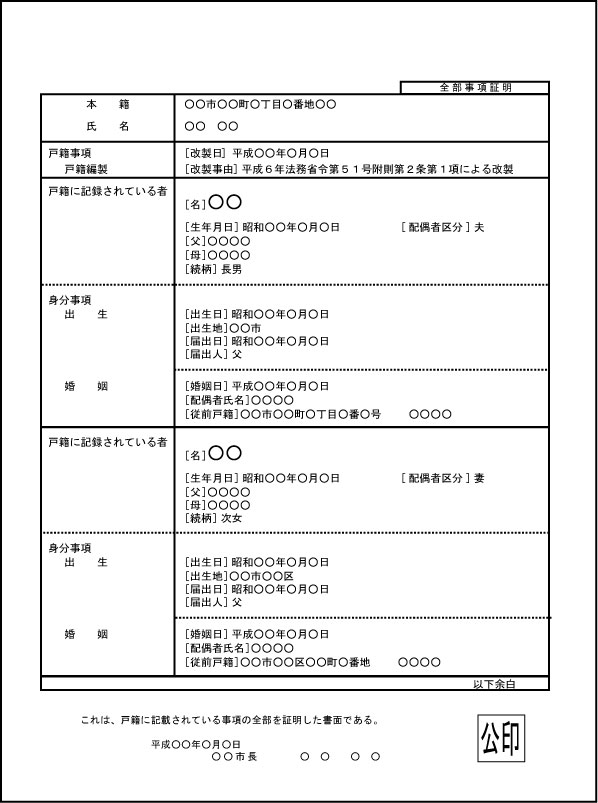
Регистрационная форма косэки 2008 года

Опыт использования семейных реестров был заимствован японцами в Китае в VII веке во время реформ Тайка. Мотивы введения таких реестров в древней Японии неизвестны. Среди возможных причин называют желание власти установить контроль за населением с целью пополнения армии, улучшения системы налогообложения, контроля за рождаемостью и т. д.
Согласно тогдашней системе рицурё, японские чиновники были обязаны вести учёт населения по «дворам» (семьям). Они указывали в книгах реестра главу двора, количество членов двора, их возраст и пол, количество членов, подлежащих налогообложению, а также размер государственного надела, который предоставлялся членам двора в аренду. Такой учёт проводился раз в 6 лет по всей Японии. Информация о «дворах» собиралась по сёлам, уездам, провинциям. Реестрационные книги должны были храниться 30 лет.
Вместе с упадком системы рицурё в X веке потребность в «подворных реестрах» отпала, и централизованный учёт населения пришёл в упадок.
Система косэки была восстановлена в 1872 году в ходе реставрации Мэйдзи. Единицей учёта населения осталась семья. Новые реестры составлялись главой семьи и содержали информацию о родственных связях членов семьи, их возраст, пол, место проживания и т. д.
После Второй мировой войны в 1948 году была принята поправка к закону, согласно которой единицей учёта косэки стали супруги. Система косэки сохраняется в Японии до сих пор.